# Сарфараз-хан
Сарфараз-хан (бенг.  সরফরাজ খান; ? — 29 апреля 1740) — 3-й наваб Бенгалии, Бихара и Ориссы из династии Насири (26 августа 1739 — 26 апреля 1740), при рождении — Мирза Асадулла (бенг. মির্জা আসাদুল্লাহ). Дед Сарфараз-хана по материнской линии, Муршид Кули-хан, наваб Бенгалии (1717—1727), назначил его своим прямым наследником, поскольку прямого наследника у него не было. После смерти Муршида Кули-хана в 1727 году Сарфараз-хан вступил на маснад (трон) наваба. Отец Сарфараз-хана, Шуджа уд-Дин Мухаммад-хан, субадара Ориссы, с большой армией прибыл под Муршидабад, столицу навабов Бенгалии. Чтобы избежать конфликта в семье Насири Бегум Сахиба, вдова Муршида Кули-хана, попросила Шуджа-уд-Дина вступить на престол после того, как его старший сын Сарфараз-хан откажется от него в пользу своего отца. Однако обстоятельства побудили Шуджа-уд-Дина назначить Сарфараз-хана своим наследником, и после смерти Шуджа уд-Дина в 1739 году Сарфараз-хан вновь взошел на престол наваба Бенгалии (Бенгалия, Бихар и Орисса).

## Ранняя жизнь и преемственность
Родился после 1700 года, получив имя — Мирза Асадулла. Старший сын Шуджи уд-Дина Мухаммад-хана (ок. 1670—1739), наваба Бенгалии, Бихара и Ориссы (1727—1739), и Зейнаб-ун-Нисы Бегум (Азим-ун-Нисы Бегум), дочери первого наваба Бенгалии Муршида Кули-хана. Его дед, Муршид Кули-хан, первый наваб (князь) Бенгалии (1717—1727), скончался 30 июня 1727 года. В отсутствие прямого наследника Муршид Кули-хан назначил своим преемником внука Сарфараз-хана. Таким образом, Сарфараз-хан вступил на престол в качестве наваба в 1727 году, прежде чем отречься в пользу своего отца Шуджа-уд-Дина Мухаммад-Хана в том же году. При известии о вступлении Сарфараз-хана в престол Бенгалии его отец Шуджа уд-Дин Мухаммад-хан, губернатор Ориссы, во главе большого войска выступил на Муршидабад. Чтобы избежать конфликта в семье, вмешалась вдова Муршида Кули-хана, а её зять Шуджа-уд-Дин вступил на княжеский престол Бенгалии. К августу 1727 года Шуджа-уд-Дин был окончательно признан в качестве второго наваба Бенгалии.
Но судьба распорядилась так, что обстоятельства побудили Шуджа-уд-Дина вновь назначить своего старшего сына Сарфараз-хана своим наследником и преемником, и после смерти Шуджи-уд-Дина 26 августа 1739 года Сарфараз-хан вновь занял престол (маснад) в качестве Бенгальского наваба с титулом Ала-уд-Дин Хайдар Джан.

## Правление
Известный как чрезвычайно благочестивый, религиозный и умеренный правитель, Сарфараз-хан оставил управление страной в руках своих назимов и наиб-назимов. Религиозные вопросы были его приоритетом. Это пренебрежение административными вопросами привело к постепенному возвышению Аливарди-хана, назима из Азимабада (Патна).
Сарфараз-хан стал диваном Бенгалии на некоторое время раньше, чем его отец Шуджа уд-Дин Мухаммад-хан, а позже стал назимом Дакки. Однако Сарфараз никогда не жил в Дакке и управлял ею через своего советника Саида Галиба Али-хана. Это было вызвано его незаинтересованностью в административных и экономических вопросах. Такая небрежность дорого обойдется ему в конце жизни.
Сарфараз-хан был очень религиозным человеком, но он пренебрегал государственными делами и не обращал внимания на соблюдение тех обязанностей, которые необходимы его статусу и положению в обществе. Новый наваб не причинил никакого вреда ни Рай Райану, ни Алам Чанду, девану своего отца, ни Джагату Сету, или Хаджи Ахмеду, первым министрам его отца. Последние, люди больших способностей и влияния, которые вместе с Рай Райаном имели управляли делами в конце правления Шуджи уд-Дина. Но Сарфараз-хан передал бразды правления в руки немногих заинтересованных людей, которые имели личные обиды, чтобы отомстить.
Среди них были Хаджи Лютфулла, Мардан Али-хан, Мир Муртаза и другие, которые, долго негодуя на Хаджи Ахмеда, везде его унижали и оскорбляли насмешливыми выражениями. Эти аристократы, стремясь дать выход своей вражде и ненависти против Хаджи Ахмеда, интриговали против него и добились его отставки. Хаджи Ахмед был отстранен от должности девана, которую он занимал с тех пор, как Шуджа уд-Дин Мухаммад-хан вступил на престол, и теперь эта должность была дарована Мир Муртазе. Сарфараз-хан также хотел лишить Атауллу-хана, зятя Хаджи, военного командования в Раджмахале, чтобы передать его своему зятю Хасану Мухаммад-хану.

## Интриги при дворе наваба
Хаджи Ахмед, опасаясь влияния своих многочисленных врагов, обратился за поддержкой к своему брату Аливарди-хану. Хаджи Ахмед также смог убедить Сарфараз-хана распустить большую часть своих войск, чтобы сократить свои расходы. Сарфараз-хан приказал арестовать двух сыновей Хаджи Ахмеда, Зеин-уд-Дин Ахмед-хана и Ахмед-хана. Сарфараз-хан начал расследование управления государственными доходами в Азимабаде (Патне) и решил отобрать у Аливарди-хана подконтрольные ему воинские отряды, ранее переданные ему навабом Бенгалии Шуджей уд-Дином.

## Заговор Аливарди-хана
Аливарди-хан, получая информацию от своего брата Хаджи Ахмеда о действиях наваба Сарфараз-хана, решил воспользоваться своим знакомством с влиятельным столичным сановником Исхак-ханом, который пользовался доверием императора Великих Моголов Мухаммад-шаха. Он написал ему секретное письмо, в котором просил передать ему патенты на три провинции (Бенгалия, Бихар и Орисса), обещая прислать ко двору в качестве подарка десять миллионов рупий, помимо остального богатства Сарфараз-хана. Под предлогом выступления против заминдаров Бходжпура Аливарди-хан стал собирать свои войска, которые всегда держал в полной готовности. Аливарди-хан ждал удобного момента для выступления против Сарфараз-хана на Муршидабад.
Через десять месяцев после отступления Надир-шаха в Персию Аливарди-хан получил из столицы императорское разрешение на занятие должности наваба Бенгалии, Бихара и Ориссы. Он тайно написал Джагату Сету и Фатеху Чанду, сообщив им о своем выступлении против наваба. В марте 1740 года Аливарди-хан с войском выступил на Муршидабад, сообщая о своей экспедиции на Бходжпур и расположился лагерем в окрестностях Патны.
В своём послании к Сарфараз-хану Аливарди-хан сообщал, что он не идет на него, а прибывает, чтобы отдать дань уважения навабу. Сарфараз-хан вначале ему поверил, а затем двинулся против него со своим войском и прибыл в город Комрух 9 апреля 1740 года. Аливарди-хан тем временем занял перевал Телиагархи и разбил лагерь в Раджмахале. Армию наваба возглавляли генералы Гхаус-хан и Рай Райян, их сопровождал Алам Чанд. Повстанческую армию возглавлял Аливарди-хан, а его помощниками были Нандалал и Навазиш Мухаммад-хан.
26 апреля 1740 года противники встретились при Гирии, деревне на берегу реки Бхагиратхи, где между ними произошла решающая битва.

## Поражение, смерть и преемственность
29 апреля 1740 года наваб Бенгалии Сарфараз-хан был разбит и убит в битве при Гирии на берегу реки Бхагиратхи. Назим (губернатор) Азимабада (Патны) Аливарди-хан одержал полную победу. Битва была короткой, но кровопролитной и напряженной. После гибели наваба Сарфараз-хана остатки его армии продолжали оказывать мужественное сопротивление, но были разбиты.
Правление Сарфараз-хана продлилось немногим более 13 месяцев. Он был похоронен в Нагинабаге в Муршидабаде.

## Дети
У Сарфараз-хана было пять сыновей и пять дочерей:
- Мирза Хафизулла-хан (? — 1771)
- Мирза Могол
- Мирза Амани
- Мирза Бурхан (? — 1795)
- Мирза Шукрулла-хан (Мирза Ага Баба) (род. 29 апреля 1740)
- дочь, муж — Наваб Газанфар Хусейн-хан Бахадур
- дочь, муж — Хасан Мухаммад-хан
- дочь, муж — Мурад Али-хан
- дочь, муж — Юсуф Али (? — 1770), автор «Ahwal-i-Mahabat Jang», «Hadiqat us-Safa», and «Majmu’a-i-Yusufi»
- дочь, пленница Аливарди-хана в Дакке.